# 다우다 말람 왕케
다우다 말람 왕케(Daouda Malam Wanké, 1946년 또는 1954년 ~ 2004년 9월 15일)는 니제르의 군인이자 정치 지도자였다. 1999년 쿠데타를 일으켜 이브라힘 바레 마이나사라 대통령을 살해하고 정권을 장악하였다.
왕케의 출생 연도에 대해서는 논란이 있다. 수많은 출처에서는 1954년으로 표기하고 있으나 일부 다른 출처에서는 1946년으로 표기한다.